# Lekkoatletyka na Letnich Igrzyskach Olimpijskich 2020 – bieg na 100 m mężczyzn
Konkurs mężczyzn w biegu na 100 metrów podczas XXXII Letnich Igrzysk Olimpijskich w Tokio odbył się w dniach 31 lipca - 1 sierpnia 2021. Do rywalizacji przystąpiło 78 sportowców. Arena zawodów był Stadion Olimpijski w Tokio. Mistrzem olimpijskim został Włoch Marcell Jacobs, wicemistrzem Amerykanin Fred Kerley, a brąz zdobył Kanadyjczyk Andre De Grasse.
Był to XXIX olimpijski konkurs w biegu na 100 m mężczyzn.

## Terminarz
godziny zostały podane w czasie japońskim (UTC+9)
| Data            | Godzina rozpoczęcia |            |
| Data            | UTC+09:00           |            |
| --------------- | ------------------- | ---------- |
| 31 lipca 2021   | 11:35               | eliminacje |
| 31 lipca 2021   | 19:45               | runda I    |
| 1 sierpnia 2021 | 19:15               | półfinał   |
| 1 sierpnia 2021 | 21:50               | finał      |

## System rozgrywek
W eliminacjach wystartowało 27 sportowców niespełniających standardów kwalifikacyjnych na igrzyska (tj. zgłoszonych z miejsc uniwersalnych i indywidualnie zaproszonych przez MKOl). W ramach eliminacji odbyły się 3 biegi po 9 zawodników, z których kwalifikacje uzyskiwało trzech pierwszych biegaczy.
W rundzie I wzięło udział 63 sportowców. Odbyło się 7 biegów po 9 zawodników, z których awans wywalczyło trzech pierwszych biegaczy oraz trzech najszybszych zawodników z dalszych miejsc ze wszystkich biegów.
W półfinałach odbyły się 3 biegi po 8 zawodników. Do finału awansowało po dwóch najlepszych biegaczy z każdego biegu oraz dwóch najszybszych zawodników z dalszych miejsc ze wszystkich biegów.
W finale wystartowało 8 finalistów.

## Rekordy
Przed rozpoczęciem zawodów aktualny rekord świata i rekord olimpijski były następujące:
| WR | Usain Bolt | 9.58 m | Berlin | 16 sierpnia 2009 |
| OR | Usain Bolt | 9.63 m | Londyn | 5 sierpnia 2012  |

## Wyniki

### Eliminacje
| OR - rekord olimpijski \| NR - rekord krajowy \| PB - rekord życiowy \| =PB - wyrównany rekord życiowy \| SB - najlepszy wynik w sezonie \| =SB - wyrównany najlepszy wynik w sezonie |
| DNS - nie wystartował \| DNF - nie ukończył \|DSQ - dyskwalifikacja |
| * wyniki podawane w sekundach |

#### Bieg 1
| Pozycja | Tor | Zawodnik              | Państwo            | Czas  | Uwagi |
| ------- | --- | --------------------- | ------------------ | ----- | ----- |
| 1       | 7   | Ngoni Makusha         | Zimbabwe           | 10.32 | Q     |
| 2       | 8   | Fabrice Dabla         | Togo               | 10.57 | Q     |
| 3       | 6   | Yeykell Romero        | Nikaragua          | 10.62 | Q     |
| 4       | 1   | Hassan Saaid          | Malediwy           | 10.70 | SB    |
| 5       | 3   | Shaun Gill            | Belize             | 10.88 |       |
| 6       | 9   | Pen Sokong            | Kambodża           | 11.02 | SB    |
| 7       | 4   | Sha Mahmood Noor Zahi | Afganistan         | 11.04 | PB    |
| 8       | 5   | Lataisi Mwea          | Kiribati           | 11.25 |       |
| 9       | 2   | Nathan Crumpton       | Samoa Amerykańskie | 11.27 | PB    |

#### Bieg 2
| Pozycja | Tor | Zawodnik           | Państwo                      | Czas           | Uwagi    |
| ------- | --- | ------------------ | ---------------------------- | -------------- | -------- |
| 1       | 2   | Barakat Al-Harthi  | Oman                         | 10.27          | Q,       |
| 2       | 9   | Emanuel Archibald  | Gujana                       | 10.30          | Q        |
| 3       | 1   | Mohamed Alhammadi  | Zjednoczone Emiraty Arabskie | 10.59 (10.581) | Q,       |
| 3       | 5   | Banuve Tabakaucoro | Fidżi                        | 10.59 (10.581) | Q,       |
| 5       | 7   | Bruno Rojas        | Boliwia                      | 10.64          |          |
| 6       | 4   | Didier Kiki        | Benin                        | 10.69          | PB       |
| 7       | 3   | Badamassi Saguirou | Niger                        | 10.87          | PB       |
| 8       | 8   | Ronald Fotofili    | Tonga                        | 11.19          | SB       |
| —       | 6   | Aveni Miguel       | Angola                       | DSQ            | falstart |

#### Bieg 3
| Pozycja | Tor | Zawodnik          | Państwo                       | Czas           | Uwagi |
| ------- | --- | ----------------- | ----------------------------- | -------------- | ----- |
| 1       | 6   | Dorian Keletela   | EOR                           | 10.33          | Q,    |
| 2       | 1   | Guy Maganga Gorra | Gabon                         | 10.61          | Q     |
| 3       | 2   | Oliver Mwimba     | Demokratyczna Republika Konga | 10.63          | Q     |
| 4       | 3   | Ildar Achmadijew  | Tadżykistan                   | 10.66          | PB    |
| 5       | 5   | Jonah Harris      | Nauru                         | 11.01          | SB    |
| 6       | 8   | Scott Fiti        | Mikronezja                    | 11.25          | SB    |
| 7       | 4   | Seco Camara       | Gwinea Bissau                 | 11.33          | PB    |
| 8       | 9   | Adrian Ililau     | Palau                         | 11.42 (11.414) | PB    |
| 9       | 7   | Karalo Maibuca    | Tuvalu                        | 11.42 (11.418) | NR    |

### Runda I

#### Bieg 1
| Pozycja | Tor | Zawodnik            | Państwo           | Czas  | Uwagi       |
| ------- | --- | ------------------- | ----------------- | ----- | ----------- |
| 1       | 8   | Ronnie Baker        | Stany Zjednoczone | 10.03 | Q           |
| 2       | 3   | Jimmy Vicaut        | Francja           | 10.07 | Q,          |
| 3       | 2   | Usheoritse Itsekiri | Nigeria           | 10.15 | Q           |
| 4       | 1   | Wu Zhiqiang         | Chiny             | 10.18 |             |
| 5       | 9   | Yang Chun-han       | Chińskie Tajpej   | 10.21 | SB          |
| 6       | 7   | Shuhei Tada         | Japonia           | 10.22 |             |
| 7       | 5   | Emre Zafer Barnes   | Turcja            | 10.47 |             |
| 8       | 6   | Guy Maganga Gorra   | Gabon             | 10.77 |             |
| —       | 4   | Tyquendo Tracey     | Jamajka           | DNS   | [ a ] [ 2 ] |

#### Bieg 2
| Pozycja | Tor | Zawodnik          | Państwo           | Czas  | Uwagi |
| ------- | --- | ----------------- | ----------------- | ----- | ----- |
| 1       | 6   | Enoch Adegoke     | Nigeria           | 9.98  | Q,    |
| 2       | 3   | Femi Ogunode      | Katar             | 10.02 | Q     |
| 3       | 8   | Zharnel Hughes    | Wielka Brytania   | 10.04 | Q,    |
| 4       | 7   | Trayvon Bromell   | Stany Zjednoczone | 10.05 | q     |
| 5       | 9   | Felipe Bardi      | Brazylia          | 10.26 |       |
| 6       | 4   | Silvan Wicki      | Szwajcaria        | 10.28 |       |
| 7       | 5   | Samson Colebrooke | Bahamy            | 10.33 |       |
| 8       | 1   | Dorian Keletela   | EOR               | 10.41 |       |
| 9       | 2   | Emanuel Archibald | Gujana            | 10.41 |       |

#### Bieg 3
| Pozycja | Tor | Zawodnik          | Państwo                       | Czas  | Uwagi |
| ------- | --- | ----------------- | ----------------------------- | ----- | ----- |
| 1       | 4   | Marcell Jacobs    | Włochy                        | 9.94  | Q,    |
| 2       | 9   | Oblique Seville   | Jamajka                       | 10.04 | Q,    |
| 3       | 1   | Shaun Maswanganyi | Południowa Afryka             | 10.12 | Q     |
| 4       | 7   | Ryota Yamagata    | Japonia                       | 10.15 |       |
| 5       | 2   | Xie Zhenye        | Chiny                         | 10.16 |       |
| 6       | 5   | Yupun Abeykoon    | Sri Lanka                     | 10.32 |       |
| 7       | 8   | Carlos Nascimento | Portugalia                    | 10.37 |       |
| 8       | 6   | Gavin Smellie     | Kanada                        | 10.44 |       |
| 9       | 3   | Oliver Mwimba     | Demokratyczna Republika Konga | 10.97 |       |

#### Bieg 4
| Pozycja | Tor | Zawodnik            | Państwo             | Czas  | Uwagi       |
| ------- | --- | ------------------- | ------------------- | ----- | ----------- |
| 1       | 2   | Gift Leotlela       | Południowa Afryka   | 10.04 | Q           |
| 2       | 4   | Su Bingtian         | Chiny               | 10.05 | Q           |
| 3       | 8   | Jason Rogers        | Saint Kitts i Nevis | 10.21 | Q           |
| 4       | 7   | Yuki Koike          | Japonia             | 10.22 |             |
| 5       | 5   | Lalu Muhammad Zohri | Indonezja           | 10.26 | SB          |
| 6       | 3   | Ebrima Camara       | Gambia              | 10.33 |             |
| 7       | 6   | Kemar Hyman         | Kajmany             | 10.41 |             |
| 8       | 9   | Banuve Tabakaucoro  | Fidżi               | 10.70 |             |
| —       | 1   | Mark Odhiambo       | Kenia               | DNS   | [ b ] [ 3 ] |

#### Bieg 5
| Pozycja | Tor | Zawodnik          | Państwo                      | Czas  | Uwagi    |
| ------- | --- | ----------------- | ---------------------------- | ----- | -------- |
| 1       | 9   | Andre De Grasse   | Kanada                       | 9.91  | Q,       |
| 2       | 3   | Fred Kerley       | Stany Zjednoczone            | 9.97  | Q        |
| 3       | 6   | Ferdinand Omurwa  | Kenia                        | 10.01 | Q, =     |
| 4       | 1   | Filippo Tortu     | Włochy                       | 10.10 | q,       |
| 5       | 8   | Reece Prescod     | Wielka Brytania              | 10.12 | q,       |
| 6       | 5   | Jak Ali Harvey    | Turcja                       | 10.25 |          |
| 7       | 4   | Barakat Al-Harthi | Oman                         | 10.31 |          |
| 8       | 7   | Mohamed Alhammadi | Zjednoczone Emiraty Arabskie | 10.64 |          |
| —       | 2   | Divine Oduduru    | Nigeria                      | DSQ   | falstart |

#### Bieg 6

Bieg 6

| Pozycja | Tor | Zawodnik                | Państwo                  | Czas  | Uwagi    |
| ------- | --- | ----------------------- | ------------------------ | ----- | -------- |
| 1       | 4   | Akani Simbine           | Południowa Afryka        | 10.08 | Q        |
| 2       | 3   | Arthur Cissé            | Wybrzeże Kości Słoniowej | 10.15 | Q        |
| 3       | 6   | Paulo André de Oliveira | Brazylia                 | 10.17 | Q        |
| 4       | 1   | Hassan Taftian          | Iran                     | 10.19 |          |
| 5       | 9   | Emmanuel Matadi         | Liberia                  | 10.25 |          |
| 6       | 5   | Cejhae Greene           | Antyle Holenderskie      | 10.25 |          |
| 7       | 8   | Ngoni Makusha           | Zimbabwe                 | 10.43 |          |
| 8       | 7   | Bismark Boateng         | Kanada                   | 10.47 |          |
| —       | 2   | Fabrice Dabla           | Togo                     | DSQ   | falstart |

#### Bieg 7
| Pozycja | Tor | Zawodnik               | Państwo         | Czas  | Uwagi |
| ------- | --- | ---------------------- | --------------- | ----- | ----- |
| 1       | 1   | Rohan Browning         | Australia       | 10.01 | Q,    |
| 2       | 5   | Yohan Blake            | Jamajka         | 10.06 | Q     |
| 3       | 3   | Chijindu Ujah          | Wielka Brytania | 10.08 | Q     |
| 4       | 6   | Benjamin Azamati-Kwaku | Ghana           | 10.13 |       |
| 5       | 2   | Kojo Musah             | Dania           | 10.20 |       |
| 6       | 7   | Rodrigo do Nascimento  | Brazylia        | 10.24 |       |
| 7       | 4   | Ján Volko              | Słowacja        | 10.40 |       |
| 8       | 9   | Yeykell Romero         | Nikaragua       | 10.70 |       |
| 9       | 8   | Mario Burke            | Barbados        | 15.81 |       |

### Półfinały

#### Półfinał 1
| Pozycja | Tor | Zawodnik            | Państwo           | Czas  | Uwagi    |
| ------- | --- | ------------------- | ----------------- | ----- | -------- |
| 1       | 7   | Fred Kerley         | Stany Zjednoczone | 9.96  | Q        |
| 2       | 6   | Andre De Grasse     | Kanada            | 9.98  | Q        |
| 3       | 9   | Ferdinand Omurwa    | Kenia             | 10.00 | NR       |
| 4       | 4   | Gift Leotlela       | Południowa Afryka | 10.03 |          |
| 5       | 8   | Jimmy Vicaut        | Francja           | 10.11 |          |
| 6       | 5   | Yohan Blake         | Jamajka           | 10.14 |          |
| 7       | 2   | Usheoritse Itsekiri | Nigeria           | 10.29 |          |
| —       | 3   | Reece Prescod       | Wielka Brytania   | DSQ   | falstart |

#### Półfinał 2
| Pozycja | Tor | Zawodnik          | Państwo           | Czas           | Uwagi |
| ------- | --- | ----------------- | ----------------- | -------------- | ----- |
| 1       | 8   | Zharnel Hughes    | Wielka Brytania   | 9.98           | Q,    |
| 2       | 7   | Enoch Adegoke     | Nigeria           | 10.00 (9.995)  | Q     |
| 3       | 3   | Trayvon Bromell   | Stany Zjednoczone | 10.00 (9.996)  |       |
| 4       | 4   | Oblique Seville   | Jamajka           | 10.09 (10.081) |       |
| 5       | 6   | Rohan Browning    | Australia         | 10.09 (10.083) |       |
| 6       | 9   | Shaun Maswanganyi | Południowa Afryka | 10.10          |       |
| 7       | 2   | Filippo Tortu     | Włochy            | 10.16          |       |
| 8       | 5   | Femi Ogunode      | Katar             | 10.17          |       |

#### Półfinał 3
| Pozycja | Tor | Zawodnik                | Państwo                  | Czas         | Uwagi |
| ------- | --- | ----------------------- | ------------------------ | ------------ | ----- |
| 1       | 4   | Su Bingtian             | Chiny                    | 9.83 (9.827) | Q,    |
| 2       | 6   | Ronnie Baker            | Stany Zjednoczone        | 9.83 (9.829) | Q,    |
| 3       | 5   | Marcell Jacobs          | Włochy                   | 9.84         | q,    |
| 4       | 7   | Akani Simbine           | Południowa Afryka        | 9.90         | q     |
| 5       | 8   | Chijindu Ujah           | Wielka Brytania          | 10.11        |       |
| 6       | 2   | Jason Rogers            | Saint Kitts i Nevis      | 10.12        |       |
| 7       | 9   | Arthur Cissé            | Wybrzeże Kości Słoniowej | 10.18        |       |
| 8       | 3   | Paulo André de Oliveira | Brazylia                 | 10.31        |       |

### Finał

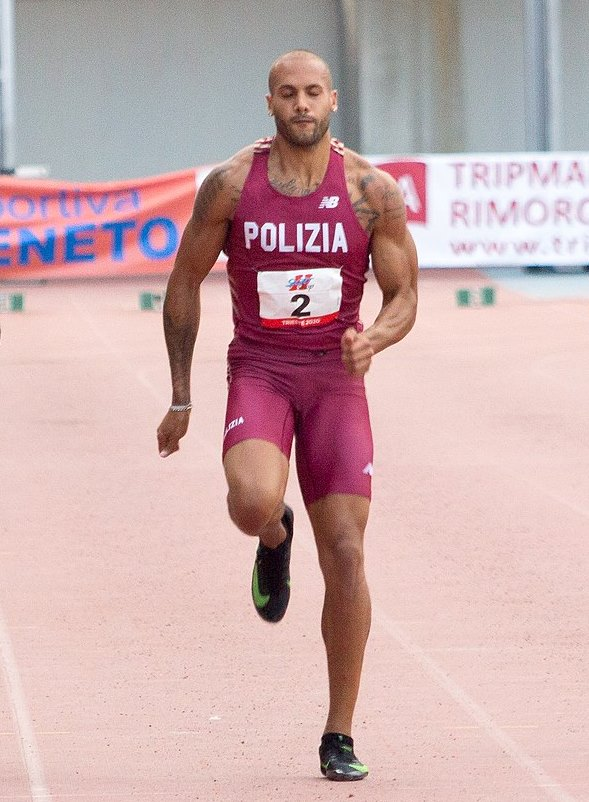
Zwycięzca konkursu Włoch Marcell Jacobs

| Pozycja | Tor | Zawodnik        | Państwo           | Czas | Uwagi       |
| ------- | --- | --------------- | ----------------- | ---- | ----------- |
| złoto   | 3   | Marcell Jacobs  | Włochy            | 9.80 | AR          |
| srebro  | 5   | Fred Kerley     | Stany Zjednoczone | 9.84 | PB          |
| brąz    | 9   | Andre De Grasse | Kanada            | 9.89 | PB          |
| 4       | 2   | Akani Simbine   | Południowa Afryka | 9.93 |             |
| 5       | 7   | Ronnie Baker    | Stany Zjednoczone | 9.95 |             |
| 6       | 6   | Su Bingtian     | Chiny             | 9.98 |             |
| —       | 8   | Enoch Adegoke   | Nigeria           | DNF  | [ c ] [ 4 ] |
| —       | 4   | Zharnel Hughes  | Wielka Brytania   | DSQ  | falstart    |